# Alexandre Licata
Alexandre Licata (ur. 2 stycznia 1984 w Grenoble) – francuski piłkarz występujący na pozycji pomocnika.

## Kariera klubowa
Licata karierę seniorską rozpoczynał w rezerwach zespołu Lille OSC, występujących w CFA. Grał tam w sezonie 2003/2004. Potem odszedł do innej drużyny grającej w CFA – CS Louhans-Cuiseaux. W sezonie 2004/2005 awansował z tym klubem do Championnat National. W styczniu 2006 roku podpisał kontrakt z pierwszoligowym AS Monaco. W sezonie 2005/2006, jak również w następnym, nie zagrał tam w żadnym spotkaniu. 
W styczniu 2007 roku został wypożyczony do drugoligowego FC Gueugnon. W Ligue 2 zadebiutował 16 lutego 2007 w przegranym 1:2 meczu z Tours FC, w którym zdobył też bramkę. W Gueugnon grał do końca sezonu 2006/2007. Następny sezon spędził na wypożyczeniu w drugoligowej Bastii, a potem wrócił do Monaco. W jego barwach zadebiutował 30 sierpnia 2008 w przegranym 0:1 meczu rozgrywek Ligue 1 z Grenoble Foot 38, a 29 października 2008 w wygranym 3:1 pojedynku z AS Nancy strzelił swojego pierwszego gola w Ligue 1.
Latem 2009 roku Licata przeszedł do AJ Auxerre, również występującego w Ligue 1. Z powodu kontuzji nie rozegrał tam jednak żadnego spotkania i w 2012 roku zakończył karierę.
| Sezon   | Klub                | Kraj    | Rozgrywki | Mecze | Bramki |
| ------- | ------------------- | ------- | --------- | ----- | ------ |
| 2003/04 | Lille OSC           | Francja | CFA       | 25    | 4      |
| 2004/05 | CS Louhans-Cuiseaux | Francja | CFA       | 1     | 0      |
| 2005/06 | CS Louhans-Cuiseaux | Francja | National  | 20    | 10     |
| 2005/06 | AS Monaco           | Francja | Ligue 1   | 0     | 0      |
| 2006/07 | AS Monaco           | Francja | Ligue 1   | 0     | 0      |
| 2006/07 | FC Gueugnon         | Francja | Ligue 2   | 5     | 2      |
| 2007/08 | SC Bastia           | Francja | Ligue 2   | 26    | 4      |
| 2008/09 | AS Monaco           | Francja | Ligue 1   | 20    | 7      |
| 2009/10 | AJ Auxerre          | Francja | Ligue 1   | 0     | 0      |
| 2010/11 | AJ Auxerre          | Francja | Ligue 1   | 0     | 0      |
| 2011/12 | AJ Auxerre          | Francja | Ligue 1   | 0     | 0      |